# Veletrh YOU

Logo YOU

YOU je evropský veletrh pro mládež. Je zaměřen na teenagery a mladé dospělé ve věku od 14 do 22 let.

## Historie
První ročník veletrhu YOU se odehrál v roce 1996 v Dortmundu. Zakládající osobou je Volker Ebener. V prvních ročnících se místa konání veletrhu střídala, kromě Dortmundu se veletrh YOU konal i v Essenu a v Berlíně. 
V současné době se veletrh koná výhradně v Berlíně.

## Loga

Logo z roku 2009
Logo od roku 2008
Logo z roku 2007